# Komar a Melamid
Komar a Melamid je dvojice amerických umělců narozených v Moskvě, kterou tvoří Vitalij Komar (* 11. září 1943) a Alexandr Melamid (* 14. července 1945). V letech 1958 až 1960 spolu chodili na Moskevskou uměleckou školu a později na Stroganovův institut umění a designu, který absolvovali v roce 1967. Nedlouho poté začali pracovat společně. První společnou výstavu měli v Moskvě v roce 1967, první zahraniční v roce 1976 v New Yorku. Sovětské úřady jim tehdy odepřely možnost se ji zúčastnit. V té době se již snažili emigrovat. V roce 1977 dostali povolení odcestovat do Izraele, odkud následujícího roku odešli do New Yorku. V roce 1988 se stali americkými občany.